# ミルスキ
VL ミルスキ
- 用途：戦闘機
- 設計者：ベーゲルイス
- 製造者：国立航空機工場
- 運用者：フィンランド空軍
- 初飛行：1941年
- 生産数：51機
- 生産開始：1943年
- 退役：1947年
- 運用状況：退役

ミルスキ（Myrsky；フィンランド語で「嵐」）は、第二次世界大戦中にフィンランドが国立航空機工場（Valtion Lentokonetehdas；VLと略す）において独自開発した戦闘機。

## 概要
フィンランド軍は1939年から翌年にかけてのソ連との「冬戦争」では英仏など西欧の援助を受けたが、その後ナチス・ドイツと接近し空軍力も独伊の援助を受けるなど、雑多な機種を装備して第二次世界大戦を戦った。戦闘機としてはバッファローの活躍が名高いが、その中で国産機の開発も進めていた。それが本機と、その後継機ピョレミルスキである。
ミルスキは空冷（スウェーデン製ツインワスプ）単発単座低翼、胴体は鋼管骨組に前半を金属、後半を木製外皮とし、翼は木製合板張りの機体で主脚は内側引込式であった。試作型のミルスキ1は降着装置や合板の接着に問題があって4機しか作られず、改良型のミルスキ2は1944年になってようやく完成した。ミルスキ2は47機が生産されたが、対ソ戦には間に合わずソ連との休戦後、国内のドイツ軍を駆逐する「ラップランド戦争」が初陣となった。第二次世界大戦終結時には最終型のミルスキ3が生産に入っていたと伝えられる。
ミルスキには、スウェーデンでライセンス生産する計画もあったが実現しなかった。

## 要目
（ミルスキ2）
- 乗員： 1 名
- 全長： 8.35 m
- 全幅： 11 m
- 全高： 3 m
- 翼面積： 18 m2
- 自重： 2,329 kg
- 総重量： 2,934 kg
- エンジン： プラット＆ホイットニー ツインワスプ SC3-G 1,065hp（スウェーデン製） ×1
- 最大速度： 530 km/h
- 巡航速度： 400 km/h
- 上昇限度： 9,000 m
- 航続距離： 500 km
- 武装： 12.7 mm 機銃 ×4

## 参考資料
- 『第2次世界大戦 仏・伊・ソ軍用機の全貌』（酣燈社）